# 辻駅
辻駅（つじえき）は、徳島県三好市井川町御領田にある四国旅客鉄道（JR四国）徳島線の駅である。駅番号はB23。

## 歴史
- 1914年（大正3年）3月25日：開業[1]。
- 1983年（昭和58年）2月1日：直営駅から業務委託駅となり、駅業務を日交観に委託する[2]。
- 1985年（昭和60年）2月1日：業務委託駅から無人駅となる[3]（簡易委託駅）化[4]。
- 1987年（昭和62年）4月1日：国鉄分割民営化により四国旅客鉄道が継承[1]。

## 駅構造
島式1面2線のホームを持つ地上駅、無人駅である。駅は国道192号に面していて、駅前はすぐ国道である。駅舎の旧事務室は改装され、JR直営のラーメン屋が併設されていたが撤退し、うどん店「井川屋」が代わって営業していたが、その後移転した。跡地にはほっかほっか亭が入居・営業したが、2014年7月現在は撤退している。
1985年（昭和60年）に無人化後簡易委託駅になり、駅舎内で近距離切符を販売していた。JR四国になって直営店が入居することになった駅では簡易委託を廃止する駅が多かったが、本駅もそのひとつ。

### のりば
| のりば | 路線    | 方向 | 行先           |
| ------ | ------- | ---- | -------------- |
| 1      | ■徳島線 | 下り | 阿波池田行き   |
| 2      | ■徳島線 | 上り | 穴吹・徳島方面 |

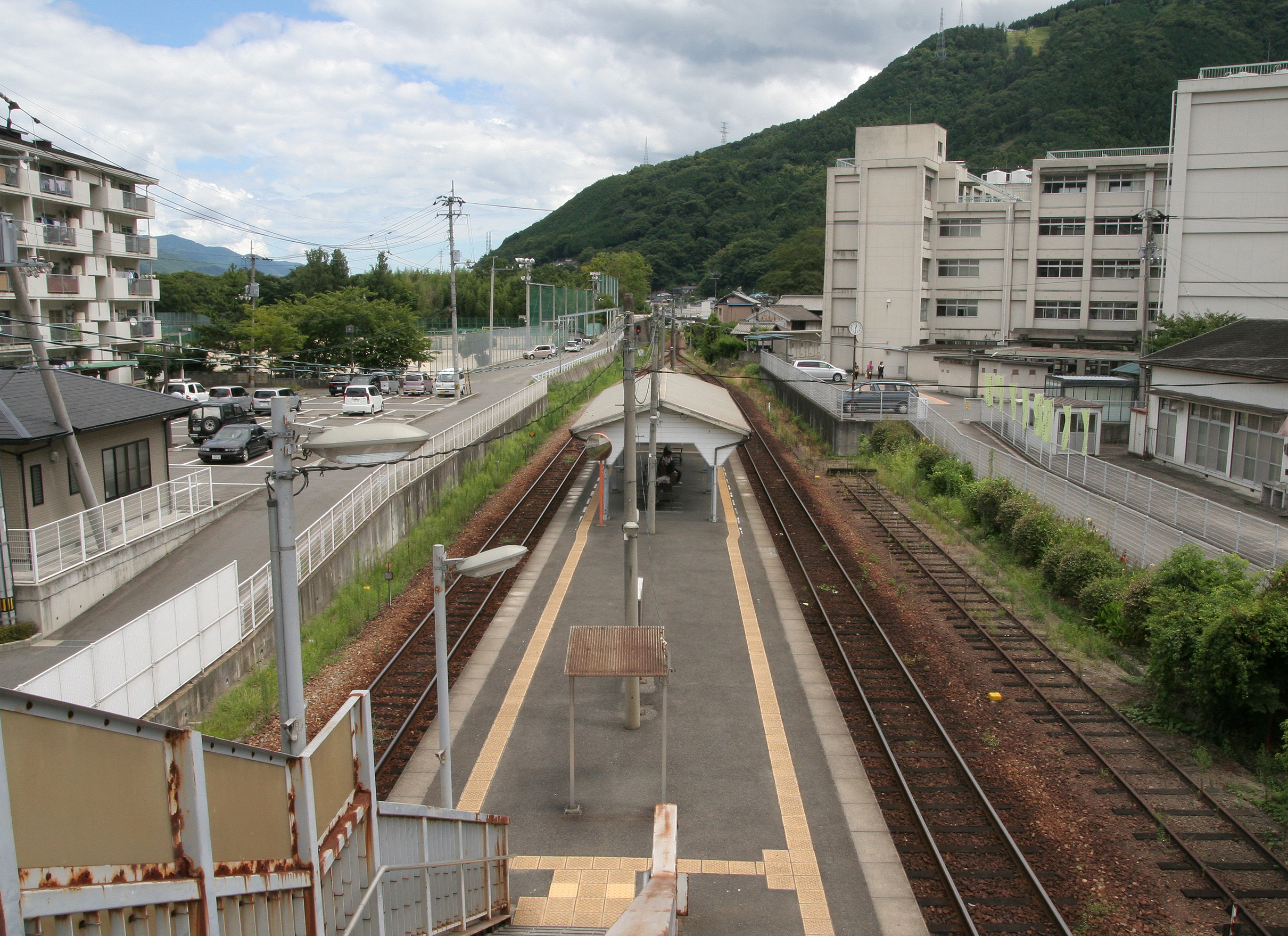
ホーム（2008年8月）

## 利用状況
1日平均乗車人員は下記の通り。
| - 440人（1995年度） - 443人（1996年度） - 432人（1997年度） - 410人（1998年度） - 404人（1999年度） - 363人（2000年度） - 306人（2001年度） - 356人（2002年度） - 346人（2003年度） - 327人（2004年度） | - 335人（2005年度） - 327人（2006年度） - 309人（2007年度） - 285人（2008年度） - 282人（2009年度） - 264人（2010年度） - 270人（2011年度） - 254人（2012年度） - 258人（2013年度） - 250人（2014年度） |

## 駅周辺
元三好郡井川町（現三好市。井川町になる前は三好郡辻町）の玄関口の駅だった。辻の中心集落は、駅から南東にやや離れた所にある。
徳島県立池田高等学校辻校が駅を運動場と校舎ではさむ形となっている。駅の利用客の多くは、この学校の生徒である。
- 三好市井川支所
- 三好市立井川中学校
- 吉野川
- 国道192号
- 徳島県立池田高等学校辻校（旧・徳島県立辻高等学校。2017年に組織上統合）
- 今宮神社
- 四国交通「辻駅前」停留所

## 隣の駅
四国旅客鉄道（JR四国）
■徳島線
■普通
阿波加茂駅 (B22) - 辻駅 (B23) - 佃駅 (B24)